# Nunnally Johnson
Nunnaly Johnson (Columbus, 5 de dezembro de 1897 — Hollywood, 25 de março de 1977) foi um cineasta, roteirista e produtor de cinema norte-americano.
Foi indicado duas vezes ao Oscar de melhor roteiro original: em 1941, por As Vinhas da Ira, e em 1944, por Holy Matrimony.
Sepultado no Westwood Village Memorial Park Cemetery.

## Filmografia
| Ano  | Título                                    | Como     | Como     | Como    |
| Ano  | Título                                    | Escritor | Produtor | Diretor |
| ---- | ----------------------------------------- | -------- | -------- | ------- |
| 1927 | Rough House Rosie                         | Sim*     |          |         |
| 1933 | A Bedtime Story                           | Sim      |          |         |
| 1933 | Mama Loves Papa                           | Sim*     |          |         |
| 1934 | Moulin Rouge                              | Sim      |          |         |
| 1934 | The House of Rothschild                   | Sim      |          |         |
| 1934 | Bulldog Drummond Strikes Back             | Sim      |          |         |
| 1934 | Kid Millions                              | Sim      |          |         |
| 1935 | Cardinal Richelieu                        | Sim**    | Sim      |         |
| 1935 | Baby Face Harrington                      | Sim      |          |         |
| 1935 | Thanks a Million                          | Sim      |          |         |
| 1935 | The Man Who Broke the Bank at Monte Carlo | Sim      | Sim      |         |
| 1936 | The Prisoner of Shark Island              | Sim      | Sim      |         |
| 1936 | The Country Doctor                        |          | Sim      |         |
| 1936 | Dimples                                   |          | Sim      |         |
| 1936 | The Road to Glory                         | Sim**    | Sim      |         |
| 1936 | Banjo on My Knee                          | Sim      | Sim      |         |
| 1937 | Nancy Steele Is Missing!                  |          | Sim      |         |
| 1937 | Cafe Metropole                            |          | Sim      |         |
| 1937 | Slave Ship                                |          | Sim      |         |
| 1937 | Love Under Fire                           |          | Sim      |         |
| 1939 | Jesse James                               | Sim      | Sim      |         |
| 1939 | Wife, Husband and Friend                  | Sim      | Sim      |         |
| 1939 | Rose of Washington Square                 | Sim      | Sim***   |         |
| 1940 | The Grapes of Wrath                       | Sim      | Sim      |         |
| 1940 | I Was an Adventuress                      | Sim**    | Sim      |         |
| 1940 | Chad Hanna                                | Sim      | Sim      |         |
| 1941 | Tobacco Road                              | Sim      |          |         |
| 1942 | Roxie Hart                                | Sim      | Sim      |         |
| 1942 | Moontide                                  | Sim**    |          |         |
| 1942 | The Pied Piper                            | Sim      | Sim      |         |
| 1942 | Life Begins at Eight-Thirty               | Sim      | Sim      |         |
| 1943 | The Moon Is Down                          | Sim      | Sim      |         |
| 1943 | Holy Matrimony                            | Sim      | Sim      |         |
| 1944 | Casanova Brown                            | Sim      | Sim      |         |
| 1944 | The Keys of the Kingdom                   | Sim      |          |         |
| 1945 | The Woman in the Window                   | Sim      | Sim      |         |
| 1945 | The Southerner                            | Sim      |          |         |
| 1945 | Along Came Jones                          | Sim      |          |         |
| 1946 | The Dark Mirror                           | Sim      | Sim      |         |
| 1947 | The Senator Was Indiscreet                |          | Sim      |         |
| 1948 | Mr. Peabody and the Mermaid               | Sim      | Sim      |         |
| 1949 | Everybody Does It                         | Sim      | Sim      |         |
| 1950 | Three Came Home                           | Sim      | Sim      |         |
| 1950 | The Gunfighter                            | Sim**    | Sim      |         |
| 1950 | The Mudlark                               | Sim      | Sim      |         |
| 1951 | The Long Dark Hall                        | Sim      |          |         |
| 1951 | The Desert Fox: The Story of Rommel       | Yes      | Yes      |         |
| 1952 | Phone Call from a Stranger'               | Sim      | Sim      |         |
| 1952 | We're Not Married!                        | Sim      | Sim      |         |
| 1952 | O. Henry's Full House                     | Sim**    |          |         |
| 1952 | My Cousin Rachel                          | Sim      | Sim      |         |
| 1953 | How to Marry a Millionaire                | Sim      | Sim      |         |
| 1954 | Night People                              | Sim      | Sim      | Sim     |
| 1954 | Witness to Murder                         | Sim**    |          |         |
| 1954 | Black Widow                               | Sim      | Sim      | Sim     |
| 1955 | How to Be Very, Very Popular              | Sim      | Sim      | Sim     |
| 1956 | The Man in the Gray Flannel Suit          | Sim      | Sim      | Sim     |
| 1957 | Oh, Men! Oh Women!                        | Sim      | Sim      | Sim     |
| 1957 | The Three Faces of Eve                    | Sim      | Sim      | Sim     |
| 1959 | The Man Who Understood Women              | Sim      | Sim      | Sim     |
| 1960 | The Angel Wore Red                        | Sim      |          | Sim     |
| 1960 | Flaming Star                              | Sim      |          |         |
| 1962 | Something's Got to Give                   | Sim      |          |         |
| 1962 | Mr. Hobbs Takes a Vacation                | Sim      |          |         |
| 1963 | Take Her, She's Mine                      | Sim      |          |         |
| 1964 | The World of Henry Orient                 | Sim      |          |         |
| 1965 | Dear Brigitte                             | Sim**    |          |         |
| 1967 | The Dirty Dozen                           | Sim      |          |         |

* Escritor da história original
**Escritor sem créditos
***Co-produtor